# Ośno Lubuskie
Ośno Lubuskie (Duits: Drossen) is een stad in het Poolse woiwodschap Lebus, gelegen in de powiat Słubicki. De oppervlakte bedraagt 8,01 km², het inwonertal 3888 (31-12-2016). De stad ligt 25 kilometer ten noordoosten van Frankfurt aan de Oder aan de rivier de Lenka (Duits: Lenzebach)

## Geschiedenis
In de vroege periode onder de Piasten was er een fortificatie in de buurt van de stad. Ośno Lubuskie werd het eerst genoemd in 1252, als "civitas forensi Osna". De plaats ontving stadsrechten van de bisschop van Lebus. In het begin was Osno ook in het bezit van de bisschop, en vanaf  1258 van de markgraaf van Brandenburg. 
In de 1369 ontving Osno het recht op het slaan van (betaal)munten. Dit recht betrof alleen munten in lage waarde (Pfennigen). Gedurende de zogenaamde Kippertijd (Kipper en Wipperperiode) heeft Drossen in 1622 haar laatste munten van 1 Pfennig in koper geslagen. Vanaf 1623 zijn door de muntreformatie de kippermunten verdwenen. Drossen verloor in 1623 het recht op het slaan van betaalmunten.

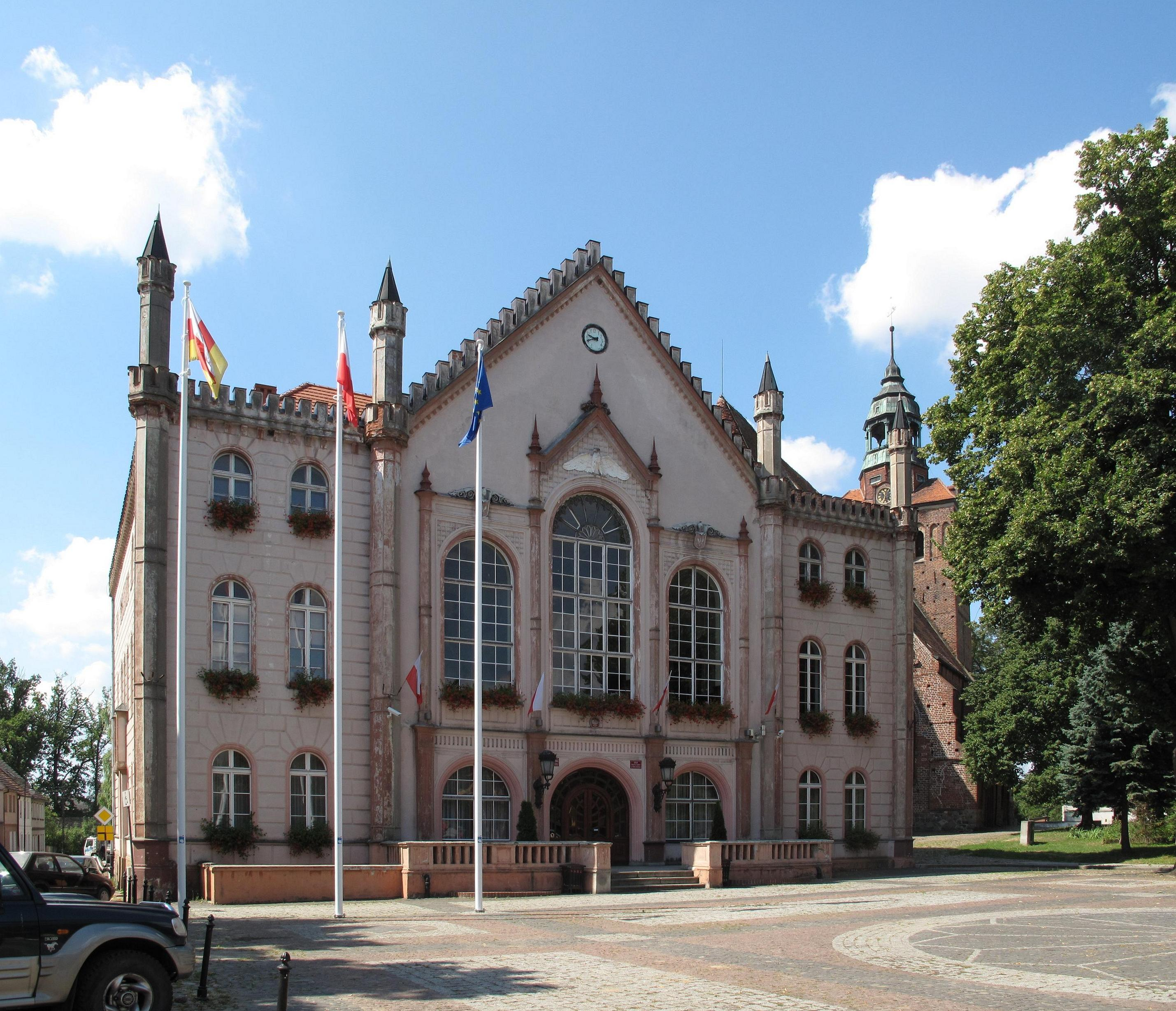
Raadhuis

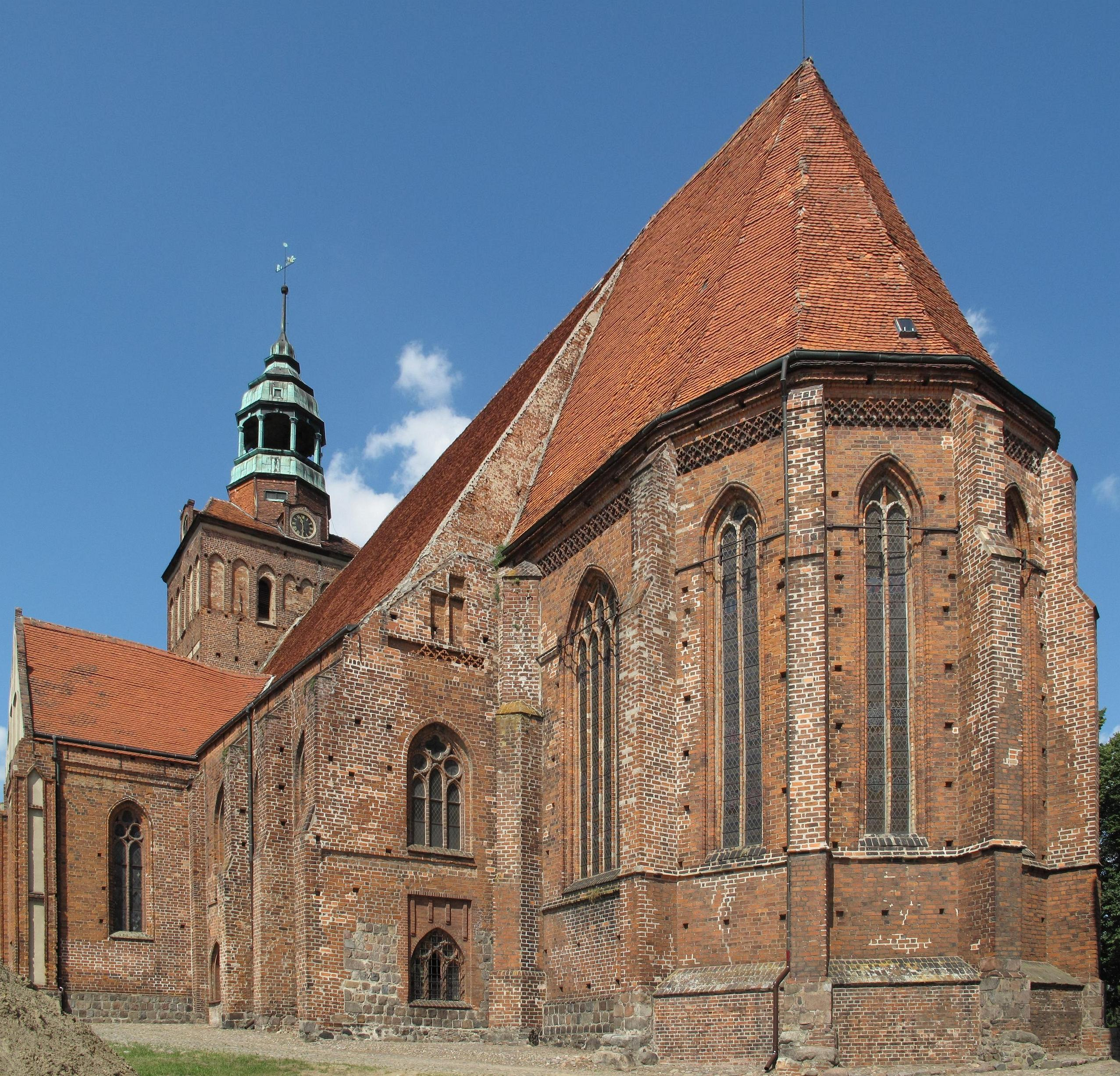
Gotische Jakobskerk uit de 13e eeuw

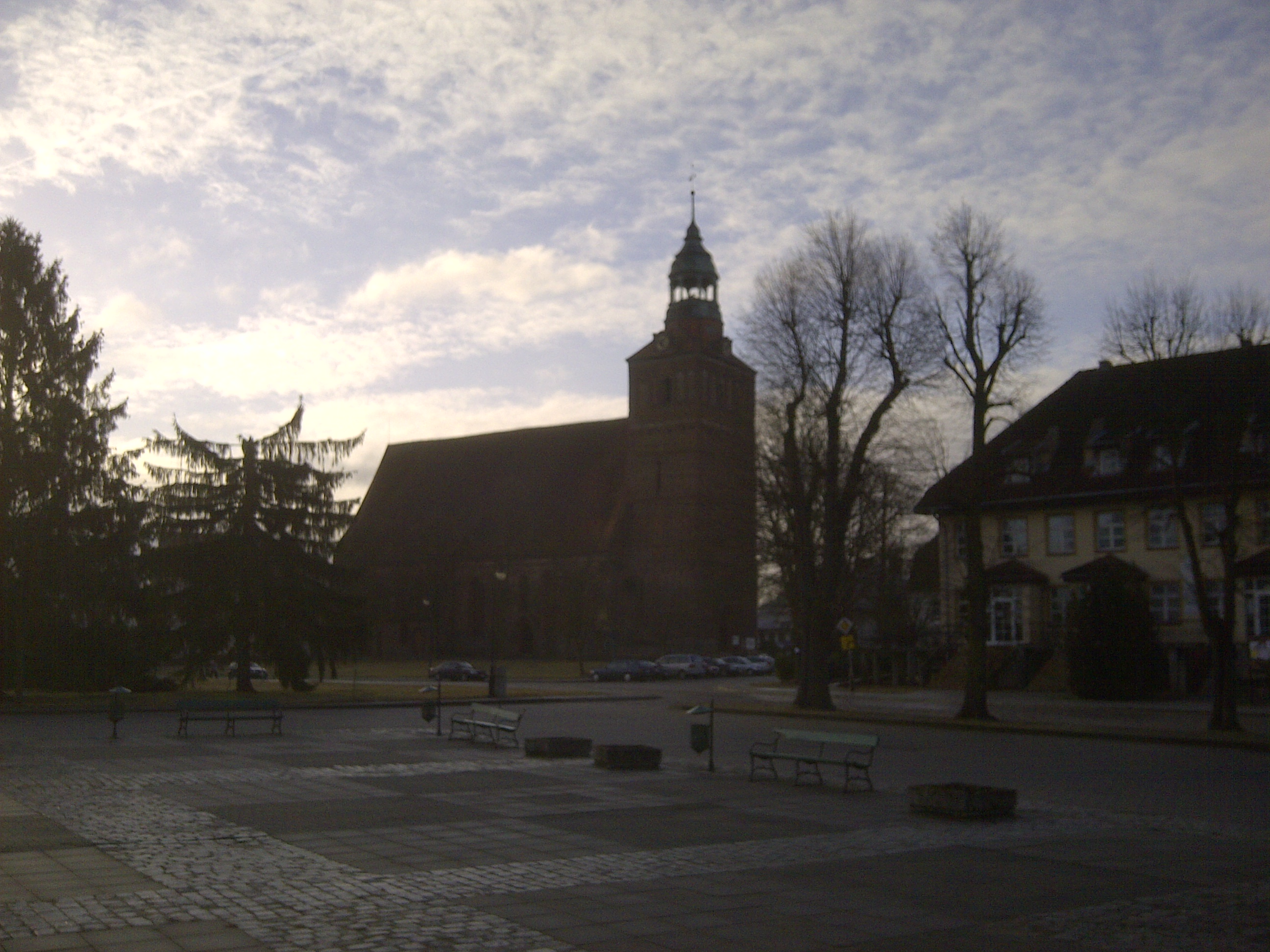
Het centrale plein met de kerk in Osno Lubuskie

Tot 1945 was Drossen Duits.

## Verkeer en vervoer
- Station Ośno Lubuskie ligt aan de voormalige spoorlijn Rzepin-Wierzbno.
- Weg 137 verbindt Słubice met Sulęcin. Sinds enige jaren is de weg om de stad heen gelegd. Weg 134 verbindt Rzepin met Krzeszice

## Sport en recreatie
- De plaatselijke voetbalclub is opgericht in 1948 onder de naam Chrobry, maar heet nu heet Spójnia.
- Er is een sporthal en een sportveld met tribunes, met 500 plaatsen.
- Ośno Lubuskie ligt aan de Europese wandelroute E11. De E11 loopt van Scheveningen via Duitsland, Polen en de Baltische staten naar Tallinn. De route komt vanaf het zuiden vanuit Lubiechnia Wielka en loopt verder oostwaarts richting Trzebów.

## Demografie
| Jahr | Inwoners |
| ---- | -------- |
| 1801 | 2905     |
| 1880 | 5357     |
| 1939 | 5515     |
| 1946 | 1194     |
| 1970 | 3288     |
| 2005 | 3733     |
| 2011 | 3886     |
| 2016 | 3888     |
| 2017 | 3911     |

## Partnersteden
- Eichwalde in de deelstaat Brandenburg
- Aalborg op Jutland